# Barranc del Racó
El Barranc del Racó és un curs d'aigua del terme municipal de la Vall de Boí, a l'Alta Ribagorça.

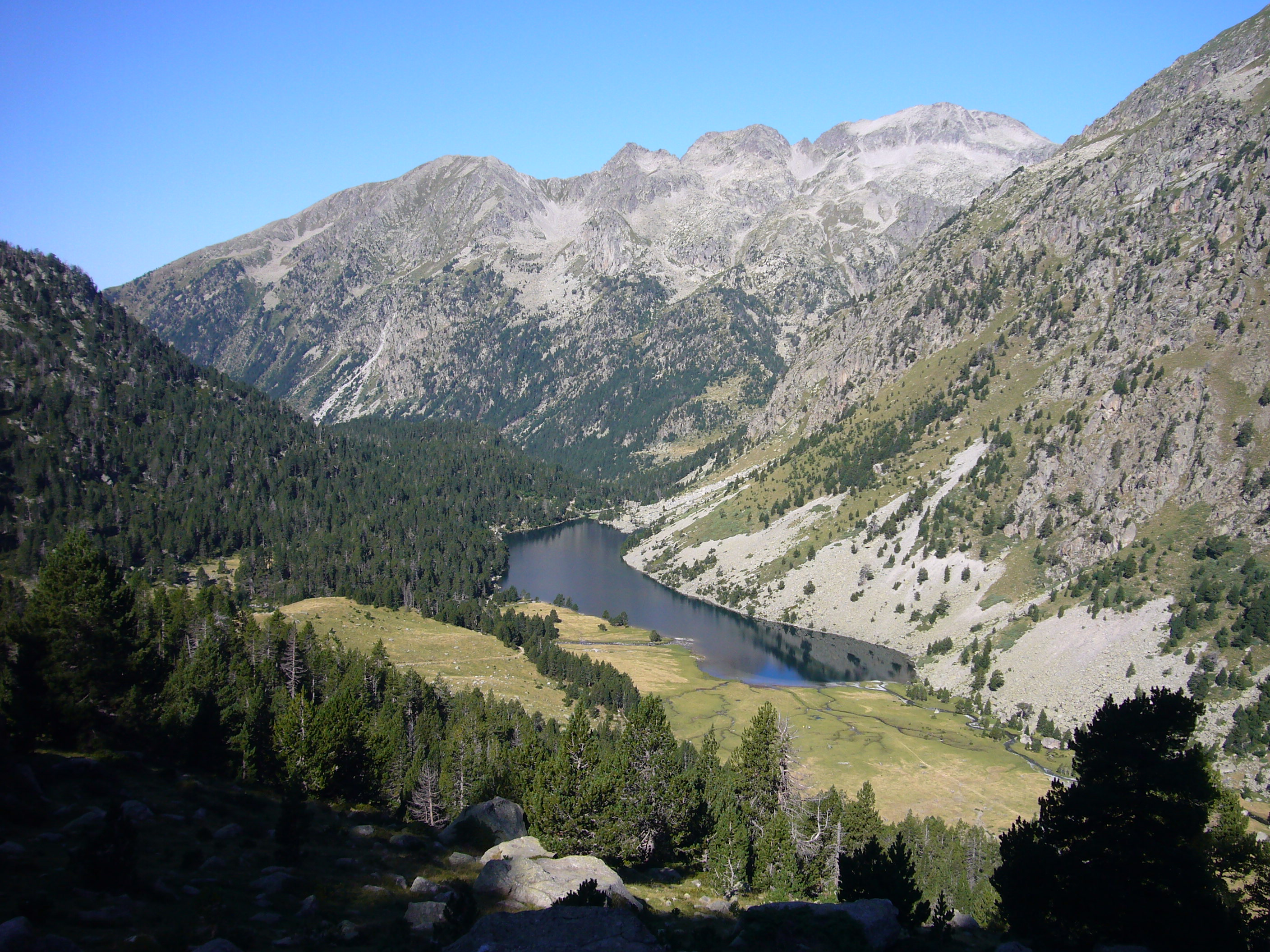
(Imatge amb anotacions)

És afluent per la dreta del Riu de Sant Nicolau. Discorre del tot dins del Parc Nacional d'Aigüestortes i Estany de Sant Maurici. Té el naixement a 2.791 metres, al nord del Pic del Racó, al vessant de Sant Nicolau; el seu curs discorre cap a l'est-sud-est i desaigua als Prats d'Aiguadassi.